# Pseudodesmus variegatus
Pseudodesmus variegatus är en mångfotingart som först beskrevs av Carl Graf Attems 1938.  Pseudodesmus variegatus ingår i släktet Pseudodesmus och familjen Andrognathidae. Inga underarter finns listade i Catalogue of Life.